# Perseiderna
| Perseiderna |
| --- |
| Vertikalt panorama av Vintergatan, fotograferat under Perseiderna vid Oeschinensee. - Betydelse – meteorregn, synligt vid stjärnbilden Perseus - Orsak – kometen Swift-Tuttle - Tidpunkt – årligt maximum runt 12 augusti |

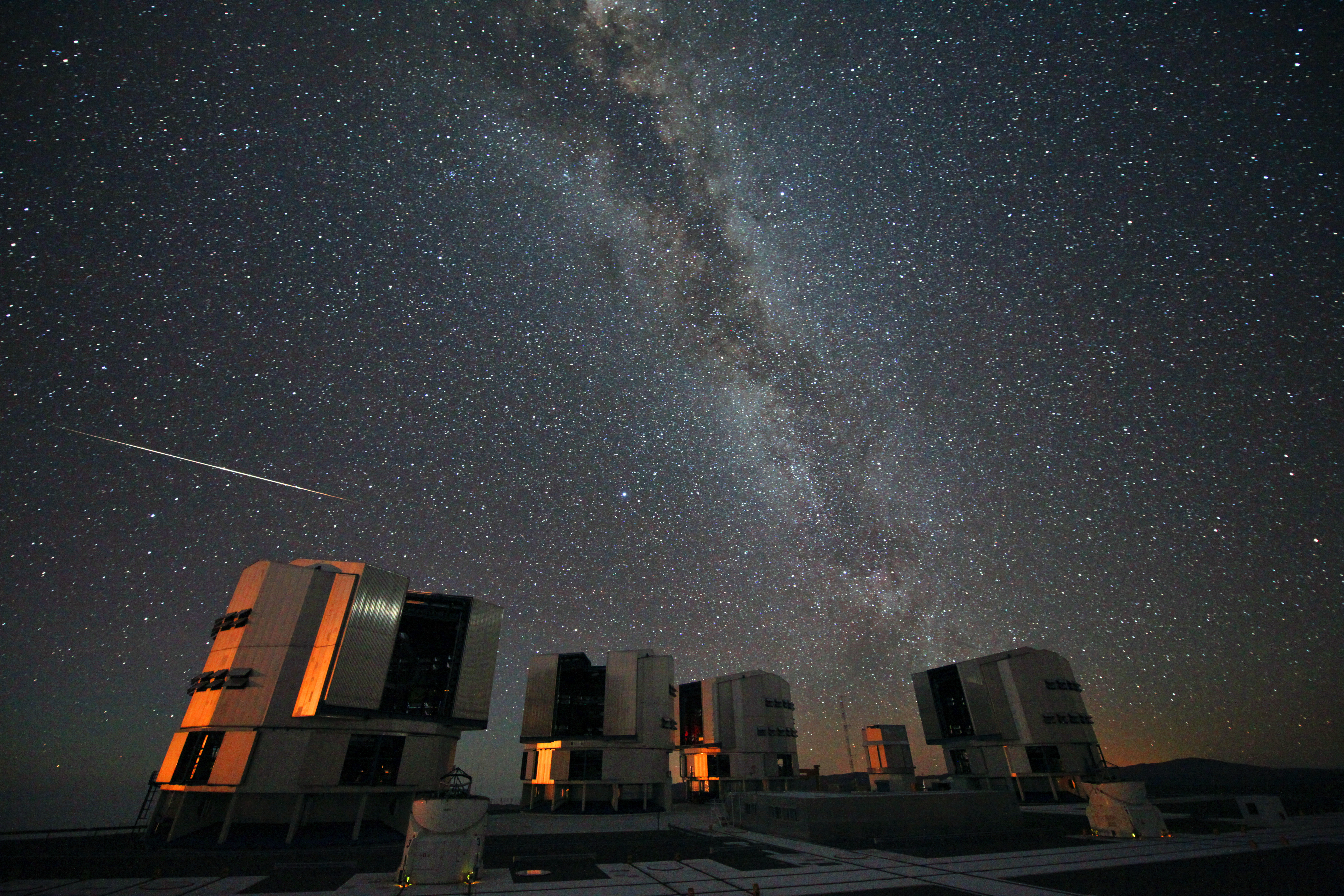
En perseid ovanför Very Large Telescope

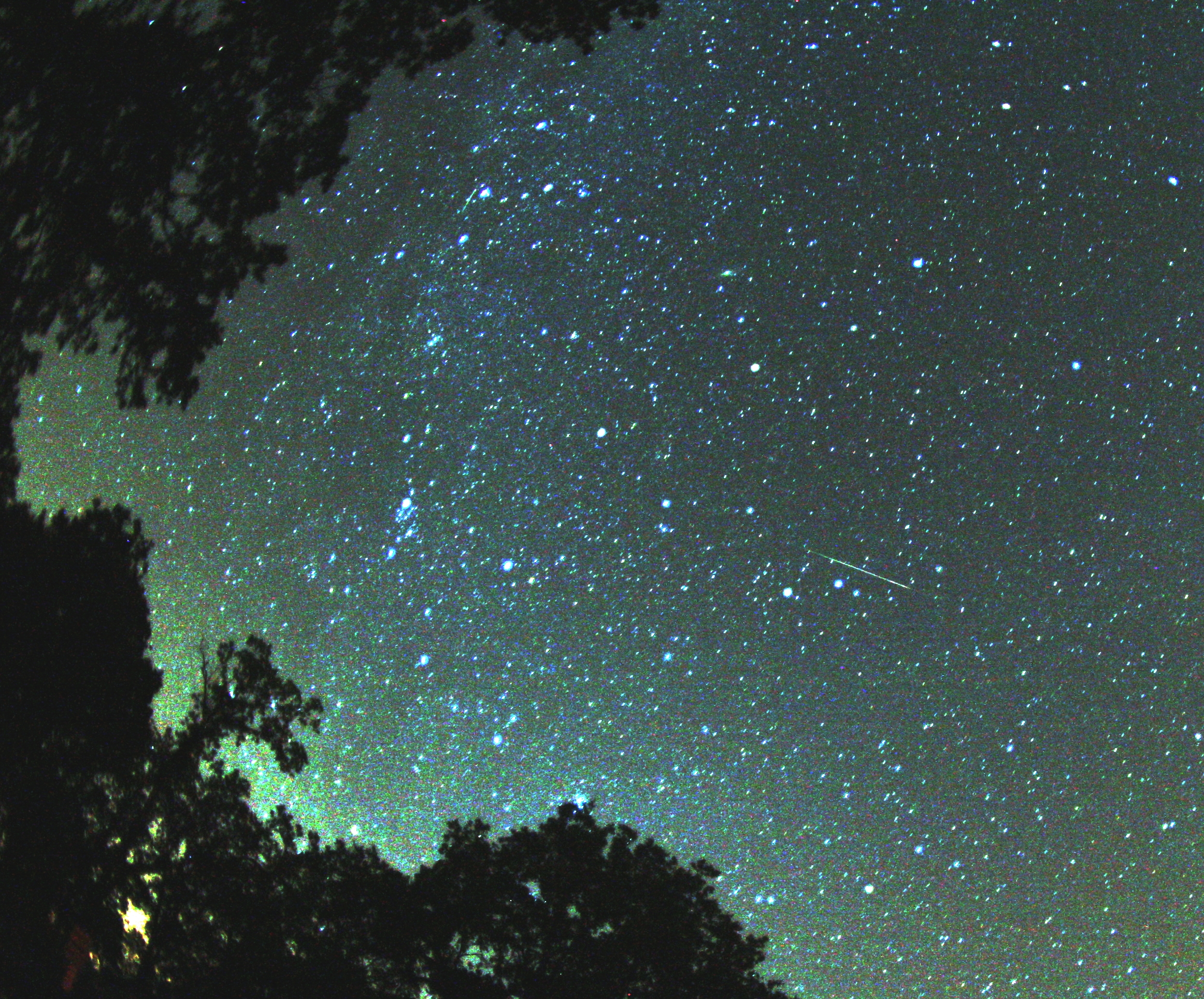
En, eller möjligen två, perseider. Vintergatan i bakgrunden.

Perseiderna (även Laurentiussvärmen) är ett meteorregn med störst aktivitet omkring den 12 augusti varje år, orsakat av kometen Swift-Tuttle. Perseiderna har fått sitt namn eftersom den punkt på himlen som de ser ut att komma från, den så kallade radianten, ligger inom stjärnbilden Perseus. Perseiderna är den meteorsvärm som är mest observerad på norra stjärnhimlen. Den var särskilt aktiv 1993, när cirka 300 meteorer per timme kunde observeras under maximum.
Meteorregnet inträffar när jorden skär banan för kometen Swift-Tuttle. Längs med banan sträcker sig ett "meteormoln" (det så kallade Perseidmolnet) av partiklar som har frigjorts från kometen. Det mesta av stoftet i molnet är idag ungefär tusen år gammalt, men det finns en yngre del av molnet som härstammar från en ström som lossnade från kometen 1862. Hastigheten hos meteorer från denna del är betydligt högre än genomsnittet. Meteorerna är oftast mycket små – i storlek med sandkorn – och pulvriseras av friktionen mot atmosfären och når jordytan som dammkorn. Större stenar genererar en större friktion, och för att dessa ska nå jordytan krävs vanligtvis en storlek motsvarande en stenkula eller större.

## Historia och ursprung
Perseiderna har observerats under omkring 2 000 år. Den tidigaste kända noteringen om dessa meteorer kommer från Mellanöstern. I Europa blev Perseiderna kända som "Sankt Lars tårar", eftersom de kan observeras kring hans helgondag den 10 augusti.
Den förste observatören som räknade meteorer per timme (ZHR = Zenithal Hourly Rate) för denna meteorsvärm var den tyske astronomen Eduard Heis. Han kom år 1839 fram till 160 ZHR. Efter detta år fortsatte statistikföringen av antal meteorer per timme. ZHR låg vanligen mellan 37 och 88 meteorer per timme fram till 1858. ZHR ökade 1861 upp till 102, och 1863 rapporterades 109–215 ZHR av tre observatörer. Därefter minskade antalet åter.
Banberäkningar utförda av den italienske astronomen Giovanni Schiaparelli mellan 1864 och 1866 avslöjade en stor likhet med banan för den då nyupptäckta (1862) kometen 109P/Swift-Tuttle. Det här var första gången som en meteorsvärm kunde kopplas samman med en komet. De höga ZHR-värdena för Perseiderna 1861–1863 kopplades sålunda samman med kometens periheliepassage. 109P/Swift-Tuttle har en omloppstid på ungefär 135 år, varför nästa periheliepassage med höga ZHR-värden förutsades till slutet av 1990-talet.

## Observationer
Perseiderna är synliga från mitten av juli varje år, med störst aktivitet mellan den 8 och 14 augusti och en topp den 12 augusti. Under toppen når antalet meteorer 60 stycken i timmen eller mer. De kan ses över hela stjärnhimlen, men på grund av Swift-Tuttles bana är de framförallt synliga från den norra hemisfären.
Ungefär en tredjedel av de observerade meteorerna brukar lämna rökspår efter sig.
För att uppleva meteorregnet till fullo bör omgivningen vara så mörk som möjligt, utan måne och långt från städer som kan orsaka ljusförorening. Perseiderna har en bred topp så regnet är synligt under flera nätter. Aktiviteten börjar långsamt bli omfattande kring klockan 23, när radianten stiger högre på himlen. Antalet meteorer ökar sedan stadigt över natten och toppen inträffar ungefär 1½ till 2 timmar före soluppgången, precis innan det blir för ljust. År 2010 gick nymånen ned innan meteorsvärmen började, vilket kunde ge särskilt goda observationsmöjligheter.
| År   | Aktivitet           | Topp                                                                |
| ---- | ------------------- | ------------------------------------------------------------------- |
| 1972 |                     | 12 augusti: ansedd som den mest aktiva meteorregnnatten i historien |
| 1993 |                     | (ZHRmax 200–500)                                                    |
| 2007 | 19 juli–25 augusti  | 13 augusti (ZHRmax 93)                                              |
| 2008 | 25 juli–24 augusti  | 13 augusti (ZHRmax 116)                                             |
| 2009 | 14 juli–24 augusti  | 13 augusti (ZHRmax 173)                                             |
| 2010 | 23 juli–24 augusti  | 12 augusti (ZHRmax 142)                                             |
| 2011 | 17 juli–24 augusti  | 13 augusti (ZHRmax 100)                                             |
| 2012 | 23 juli–22 augusti  | 12 augusti (ZHRmax 100)                                             |
| 2013 | 17 juli–24 augusti  | 12 augusti (ZHRmax 109)                                             |
| 2014 | 17 juli–24 augusti  | 13 augusti (ZHRmax 68) (Fullmåne 10 augusti)                        |
| 2015 | 17 juli–24 augusti  | 12–13 augusti (ZHRmax 95) (Nymåne 14 augusti)                       |
| 2016 | 17 juli–24 augusti  | 11–12 augusti (ZHRmax 150)                                          |
| 2017 | 17 juli–24 augusti  | 12 augusti                                                          |
| 2018 | 17 juli–24 augusti  | 11–13 augusti (ZHRmax 60)                                           |
| 2019 | 17 juli–26 augusti  | 12–13 augusti (ZHRmax 80-120)                                       |
| 2020 | 16 juli–23 augusti  | 12–13 augusti (ZHRmax 100) (Fullmåne 3 augusti)                     |
| 2021 | 17 juli–24 augusti  | 12 augusti (ZHRmax 60)                                              |
| 2022 | 14 juli–1 september | 13 augusti (ZHRmax 90)                                              |

ZHRmax, zenital timfrekvens, är det beräknade antal meteorer som en observatör kan se under en timmes toppaktivitet, förutsatt att förhållandena är utmärkta. Antalet som effektivt kan ses är dock nästan alltid lägre och minskar ju närmre horisonten radianten är.